# Tuffi ai campionati mondiali di nuoto 2022
Le competizioni di tuffi ai campionati mondiali di nuoto 2022 si sono svolte dal 26 giugno al 3 luglio 2022 presso la Duna Aréna di Budapest. Sono state disputate un totale di 13 gare: 5 maschili, 5 femminili e 3 miste. A causa del breve preavviso dato per l'organizzazione dell'evento e alla conseguente decisione di utilizzare solo impianti già esistenti, i due eventi dei tuffi dalle grandi altezze non sono stati presenti in questa edizione.

## Calendario
| Data           | Ora (UTC+2) | Evento                                         |
| -------------- | ----------- | ---------------------------------------------- |
| 26 giugno 2022 | 09:00       | Eliminatorie trampolino 3 m sincro maschile    |
| 26 giugno 2022 | 12:00       | Eliminatorie piattaforma 10 m femminile        |
| 26 giugno 2022 | 16:00       | Finale trampolino 3 m sincro maschile          |
| 26 giugno 2022 | 18:30       | Semifinale piattaforma 10 m femminile          |
| 27 giugno 2022 | 09:00       | Eliminatorie trampolino 3 m maschile           |
| 27 giugno 2022 | 16:00       | Semifinale trampolino 3 m maschile             |
| 27 giugno 2022 | 19:00       | Finale piattaforma 10 m femminile              |
| 28 giugno 2022 | 10:00       | Eliminatorie piattaforma 10 m sincro maschile  |
| 28 giugno 2022 | 16:00       | Finale trampolino 3 m maschile                 |
| 28 giugno 2022 | 19:00       | Finale piattaforma 10 m sincro maschile        |
| 29 giugno 2022 | 10:00       | Eliminatorie trampolino 1 m femminile          |
| 29 giugno 2022 | 14:30       | Finale squadra mista                           |
| 29 giugno 2022 | 17:00       | Finale trampolino 1 m femminile                |
| 29 giugno 2022 | 19:00       | Finale trampolino 3 m sincro misti             |
| 30 giugno 2022 | 09:00       | Eliminatorie piattaforma 10 m sincro femminile |
| 30 giugno 2022 | 12:00       | Eliminatorie trampolino 1 m maschile           |
| 30 giugno 2022 | 17:00       | Finale piattaforma 10 m sincro femminile       |
| 30 giugno 2022 | 19:00       | Finale trampolino 1 m maschile                 |
| 1º luglio 2022 | 10:00       | Eliminatorie trampolino 3 m femminile          |
| 1º luglio 2022 | 16:00       | Semifinale trampolino 3 m femminile            |
| 1º luglio 2022 | 19:00       | Finale piattaforma 10 m sincro misti           |
| 2 luglio 2022  | 10:00       | Eliminatorie piattaforma 10 m maschile         |
| 2 luglio 2022  | 16:00       | Semifinale piattaforma 10 m maschile           |
| 2 luglio 2022  | 19:00       | Finale trampolino 3 m femminile                |
| 3 luglio 2022  | 11:00       | Eliminatorie trampolino 3 m sincro femminile   |
| 3 luglio 2022  | 15:00       | Finale trampolino 3 m sincro femminile         |
| 3 luglio 2022  | 17:00       | Finale piattaforma 10 m maschile               |

## Podi

### Uomini
| Evento                      | Oro                         | Punteggio | Argento                                    | Punteggio | Bronzo                                   | Punteggio |
| --------------------------- | --------------------------- | --------- | ------------------------------------------ | --------- | ---------------------------------------- | --------- |
| Tuffi individuali           |                             |           |                                            |           |                                          |           |
| Trampolino 1 m (dettagli)   | Wang Zongyuan               | 493,30    | Jack Laugher                               | 426,95    | Li Shixin                                | 395,40    |
| Trampolino 3 m (dettagli)   | Wang Zongyuan               | 561,95    | Cao Yuan                                   | 492,85    | Jack Laugher                             | 473,30    |
| Piattaforma 10 m (dettagli) | Yang Jian                   | 515,55    | Rikuto Tamai                               | 488,00    | Yang Hao                                 | 485,45    |
| Tuffi sincronizzati         |                             |           |                                            |           |                                          |           |
| Trampolino 3 m (dettagli)   | Cina Cao Yuan Wang Zongyuan | 459,18    | Gran Bretagna Anthony Harding Jack Laugher | 451,71    | Germania Timo Barthel Lars Rüdiger       | 406,44    |
| Piattaforma 10 m (dettagli) | Cina Lian Junjie Yang Hao   | 467,79    | Gran Bretagna Matthew Lee Noah Williams    | 427,71    | Canada Rylan Wiens Nathan Zsombor-Murray | 417,12    |

### Donne
| Evento                      | Oro                          | Punteggio | Argento                                   | Punteggio | Bronzo                                       | Punteggio |
| --------------------------- | ---------------------------- | --------- | ----------------------------------------- | --------- | -------------------------------------------- | --------- |
| Tuffi individuali           |                              |           |                                           |           |                                              |           |
| Trampolino 1 m (dettagli)   | Li Yajie                     | 300,85    | Sarah Bacon                               | 276,65    | Mia Vallée                                   | 276,60    |
| Trampolino 3 m (dettagli)   | Chen Yiwen                   | 366,90    | Mia Vallée                                | 329,00    | Chang Yani                                   | 325,85    |
| Piattaforma 10 m (dettagli) | Chen Yuxi                    | 417,25    | Quan Hongchan                             | 416,95    | Pandelela Rinong                             | 338,58    |
| Tuffi sincronizzati         |                              |           |                                           |           |                                              |           |
| Trampolino 3 m (dettagli)   | Cina Chang Yani Chen Yiwen   | 343,14    | Giappone Rin Kaneto Sayaka Mikami         | 303,00    | Australia Maddison Keeney Anabelle Smith     | 294,12    |
| Piattaforma 10 m (dettagli) | Cina Chen Yuxi Quan Hongchan | 368,40    | Stati Uniti Delaney Schnell Katrina Young | 299,40    | Malaysia Nur Dhabitah Sabri Pandelela Rinong | 298,68    |

### Misto
| Evento                      | Oro                           | Punteggio | Argento                                | Punteggio | Bronzo                                               | Punteggio |
| --------------------------- | ----------------------------- | --------- | -------------------------------------- | --------- | ---------------------------------------------------- | --------- |
| Tuffi sincronizzati         |                               |           |                                        |           |                                                      |           |
| Trampolino 3 m (dettagli)   | Cina Zhu Zifeng Lin Shan      | 324,15    | Italia Matteo Santoro Chiara Pellacani | 293,55    | Gran Bretagna James Heatly Grace Reid                | 287,61    |
| Piattaforma 10 m (dettagli) | Cina Duan Yu Ren Qian         | 341,16    | Ucraina Oleksij Sereda Sofija Lyskun   | 317,01    | Stati Uniti Carson Tyler Delaney Schnell             | 315,90    |
| Squadra (dettagli)          | Cina Quan Hongchan Bai Yuming | 391,40    | Francia Jade Gillet Alexis Jandard     | 358,50    | Gran Bretagna Andrea Spendolini-Sirieix James Heatly | 357,60    |

## Medagliere
| Pos.   | Paese         | Oro | Argento | Bronzo | Totale |
| ------ | ------------- | --- | ------- | ------ | ------ |
| 1      | Cina          | 13  | 2       | 2      | 17     |
| 2      | Gran Bretagna | 0   | 3       | 3      | 6      |
| 3      | Stati Uniti   | 0   | 2       | 1      | 3      |
| 4      | Giappone      | 0   | 2       | 0      | 2      |
| 5      | Canada        | 0   | 1       | 2      | 3      |
| 6      | Francia       | 0   | 1       | 0      | 1      |
| 6      | Italia        | 0   | 1       | 0      | 1      |
| 6      | Ucraina       | 0   | 1       | 0      | 1      |
| 9      | Malaysia      | 0   | 0       | 2      | 2      |
| 9      | Australia     | 0   | 0       | 2      | 2      |
| 11     | Germania      | 0   | 0       | 1      | 1      |
| Totale | Totale        | 13  | 13      | 13     | 39     |